# جبل إلغون
جبل إلغون (بالإنجليزية: Mount Elgon)، هو بركان درعي منقرض على حدود أوغندا وكينيا ، شمال كيزيمو وغرب كيتالي. تقع أعلى نقطة في الجبل المعروفة باسم «واغاغاي» داخل أوغندا. على الرغم من عدم وجود دليل يمكن التحقق منه على أول نشاط بركاني له، يقدر الجيولوجيون أن جبل إلغون يبلغ من العمر 24 مليون سنة على الأقل، مما يجعله أقدم بركان خامد في شرق إفريقيا.

## أنظر ايضاً
- جبال شرق الصدع